# Červenomodrý Metuzalém

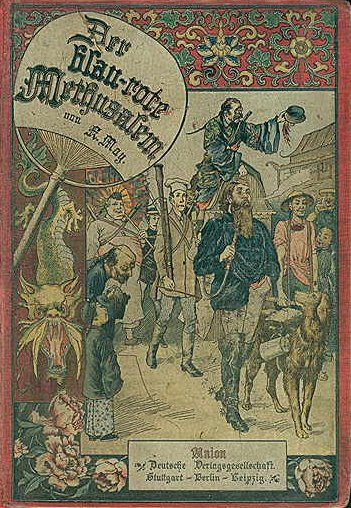
Vydání z roku 1904

Červenomodrý Metuzalém, v českých vydáních 1910 a 1933 Červenomodrý Methusalem (Der blaurote Methusalem), je dobrodružný román německého spisovatele Karla Maye. Zároveň je považován za jediné humoristické dílo tohoto autora.
Román nejprve vycházel pod názvem Kong-Kheou, das Ehrenwort (Kong-Kheou, čestné slovo) v letech 1888-1889 na pokračování ve stuttgartském časopise pro mládež Der Gute Kamerad (Dobrý kamarád). Pod novým názvem Červenomodrý Metuzalém jej poprvé vydalo nakladatelství Union Deutsche Verlagsgesellschaft ve Stuttgartu roku 1892. Nakladatelství Karl-May-Verlag vydává v rámci Sebraných spisů Karla Maye román pod pořadovým číslem čtyřicet.

## Děj
Román vypráví vcelku humorný příběh o věčném studentovi, jenž za své jméno vděčí pivu, po kterém se mu nos zbarvil do fialova. Děj, který v první osobě vypráví Mayův orientální hrdina Kara ben Nemsí, navazuje na povídku V zemi draka. Červenomodrý Metuzalém cestuje se svým sluhou a bernardýnem a se svým přítelem Gottfriedem na lodi kapitána Turnesticka, přítele Kara ben Nemsího, do Číny, kde má za úkol pomoci svému sedmnáctiletému svěřenci Richardu Steinovi vyhledat jeho strýce a také najít rodinu čínského přistěhovalce Ye-kin-liho. Dobrodružná cesta, plná humorných situací, zavede hrdiny knihy na pirátskou džunku, do čínských klášterů i věznic. Nakonec se ale všichni šťastně setkají a úspěšně se vracejí domů.

## Česká vydání
Česky román vyšel poprvé již roku 1910 v pražském nakladatelství Adolf Synek, v překladu Karla Eichnera a s ilustracemi Václava Čutty. Podruhé knihu vydal až roku 1933 nakladatel Toužimský a Moravec v rámci své tzv. Velké řady knih Karla Maye, v překladu Jiřího Freunda a s ilustracemi Zdeňka Buriana.
Dalšího vydání se čeští čtenáři dočkali až roku 1969, kdy román v překladu Milana Korejse vycházel na pokračování jako příloha sešitové řady dobrodružných románů Karavana, vydávané nakladatelstvím Albatros. V tomto překladu a s ilustracemi Josefa Nováka vydalo toto nakladatelství roku 1970 román i knižně ve své edici Knihy odvahy a dobrodružství. Další vydání je z brněnského nakladatelství Návrat, které tímto tímto titulem zahájilo roku 1994 svůj projekt Souborné vydání díla Karla Maye (kniha vyšla v jazykově upraveném překladu Jiřího Freunda a s ilustracemi Petra Pelikána). Zatím poslední české vydání je z roku 2008, kdy kniha vyšla v pražském Nakladatelství Václav Vávra v překladu Milana Korejse a s ilustracemi Milana Fibigera.